# داکیای مدیترانه
داکیا مدیترانه (انگلیسی: Dacia Mediterranea) یک استان روم باستانی و ازاستان‌های روم متاخر  بود که پایتخت آن سردیکا (یا ساردیکا؛ بعدها سرادتز یا سردتس، صوفیه کنونی) بود.